# Comuna Sveti Križ Začretje, Krapina-Zagorje
Sveti Križ Začretje este o comună în cantonul Krapina-Zagorje, Croația, având o populație de 6.165 de locuitori (2011).

## Demografie
Componența etnică a comunei Sveti Križ Začretje
     Croați (99,27%)
     Necunoscut (0,1%)
     Neclasificat (0,34%)
Componența confesională a comunei Sveti Križ Začretje
     Catolici (97,96%)
     Necunoscută (0,79%)
     Alte religii (1,25%)
Conform recensământului din 2011, comuna Sveti Križ Začretje avea 6.165 de locuitori. Din punct de vedere etnic, majoritatea locuitorilor (99,27%) erau croați. Apartenența etnică nu este cunoscută în cazul a 0,1% din locuitori. Din punct de vedere confesional, majoritatea locuitorilor (97,96%) erau catolici. Pentru 0,79% din locuitori nu este cunoscută apartenența confesională.